# Alberto Cairo (physiothérapeute)
Pour les articles homonymes, voir Cairo.
Alberto Cairo (né le 17 mai 1952 à Ceva, en Italie) est un physiothérapeute et humanitaire italien connu pour son travail auprès des personnes amputées d'Afghanistan. Il dirige les sept centres d'orthopédie gérés par le Comité international de la Croix-Rouge en Afghanistan.

## Biographie
Alberto Cairo nait à Ceva, une petite ville de la province de Coni dans le Piémont en Italie, le 17 mai 1952. Il grandit à Turin, en Italie. Après avoir fréquenté le lycée à Mondovì, il obtient un diplôme en droit à l'Université de Turin, tout en travaillant de nuit comme opérateur téléphonique. Ensuite, il s'oriente en physiothérapie et suit une formation à Côme, et travaille dans un hôpital à Milan. 
De 1987 à 1990, Alberto Cairo travaille pour une ONG italienne au Soudan. 
En 1990, Alberto Cairo rejoint le Comité international de la Croix-Rouge et est affecté à Kaboul (Afghanistan) pour élaborer des programmes de rééducation physique,,. Il prend la décision d'ouvrir le centre à tous les handicaps (et pas seulement ceux liés à la guerre). Évacué quelques mois en 1992, il revient dans le pays. Il dirige bientôt le centre de rééducation des blessés de guerre à Kaboul, puis ouvre d'autres centres orthopédiques: à  Mazâr-e Charîf, Hérat, Jalalabad, Gultbahar, Fayzabad et Lashkar Gah. Il emploie 600 personnes, presque toutes handicapées, car le principe de la discrimination positive est appliqué (c'est-à-dire l'emploi actif de personnes handicapées),,,. Le centre est ouvert à toutes les formes de handicap, et seul un patient sur cinq environ est un blessé de guerre. 
En 1993, il est détaché pour une courte mission à Sarajevo, puis revient à Kaboul. 
Le centre produit des milliers de prothèses, ainsi que des aides à la marche (béquilles, déambulateurs, fauteuils roulants, etc.) chaque année. Il accueille 7 000 nouveaux patients chaque année, 12 000 en 2018. Plus de 500 athlètes handicapés s'entrainent au basket-ball dans le centre de Kaboul. 
En 2019, il est reconnu pour avoir aidé plus de 180 000 Afghans victimes de mines anti-personnelles et d'accidents, à marcher à nouveau avec l'utilisation de prothèses dont le centre a fabriqué près de 200 000 copies,. 
En 2003, Alberto Cairo publie un livre sur son expérience, Storie da Kabul (Einaudi, 2003), traduit en français sous le titre Chroniques de Kaboul (PUF, 2007). Une partie de ses pages sont des articles publiés dans La Repubblica. 

## Distinctions
En 2010, Alberto Cairo est pressenti pour un prix Nobel de la paix,. En 2013, il reçoit la Médaille Henry-Dunant, la plus haute distinction du mouvement de la Croix-Rouge. Il est également déclaré citoyen d'honneur par le gouvernement afghan le 4 août 2019. 